# Float.h
float.h — заголовний файл стандартної бібліотеки мови програмування С, котрий містить макрос, який розширює різні обмеження і параметри типів з плаваючою крапкою.

## Макроси
Макроси описані у секції 5.2.4.2.2 стандарту ISO 9899:1999:
- FLT_ROUNDS — визначає спосіб заокруглення для додавання чисел з плаваючою крапкою:

- -1 не визначений;
- 0 до нуля;
- 1 до найближчого числа;
- 2 до додатньої безкінечності;
- 3 до від'ємної безкінечності;
- інші значення означають, що віддається перевага машинно-залежному способу заокруглення.

- FLT_EVAL_METHOD — визначає формати оцінки виразів, котрі включають усі типу з плаваючою крапкою

- -1 не визначений;
- 0 оцінити всі операції та константи лише з точністю до типу;
- 1 оцінити операції і константи типів float та double до діапазону і точності типу double;
- 2 оцінити всі операції та констант до діапазону і точності типу long double;
- інші значення означають, що віддається перевага машинно-залежному способу заокруглення.

- FLT_RADIX — radix of exponent representation (at least 2).

- FLT_MANT_DIG, DBL_MANT_DIG, LDBL_MANT_DIG — number of digits in the floating-point significand.

- DECIMAL_DIG — (щонайменше 10)

- FLT_DIG, DBL_DIG, LDBL_DIG — (щонайменше 6, 10, 10)

- FLT_MIN_EXP, DBL_MIN_EXP, LDBL_MIN_EXP

- FLT_MIN_10_EXP, DBL_MIN_10_EXP, LDBL_MIN_10_EXP, (щонайменше -37)

- FLT_MAX_EXP, DBL_MAX_EXP, LDBL_MAX_EXP

- FLT_MAX_10_EXP, DBL_MAX_10_EXP, LDBL_MAX_10_EXP (щонайменше +37)

- FLT_MAX, DBL_MAX, LDBL_MAX — (щонайменше 1E+37)

- FLT_EPSILON, DBL_EPSILON, LDBL_EPSILON — (щонайменше  1E-5, 1E-9, 1E-9)

- FLT_MIN, DBL_MIN, LDBL_MIN — (щонайменше 1E-37)